# Trematodon gymnostomus
Trematodon gymnostomus är en bladmossart som beskrevs av Lindberg och C. Müller 1859. Trematodon gymnostomus ingår i släktet tranmossor, och familjen Bruchiaceae. Inga underarter finns listade i Catalogue of Life.